# Інголлс-Парк (Іллінойс)
Інголлс-Парк (англ. Ingalls Park) — переписна місцевість (CDP) в США, в окрузі Вілл штату Іллінойс. Населення — 3460 осіб (2020).

## Географія
Інголлс-Парк розташований за координатами 41°31′13″ пн. ш. 88°2′5″ зх. д. / 41.52028° пн. ш. 88.03472° зх. д. (41.520292, -88.034707).  За даними Бюро перепису населення США в 2010 році переписна місцевість мала площу 2,92 км², уся площа — суходіл.

## Демографія
Згідно з переписом 2010 року, у переписній місцевості мешкало 3314 осіб у 1239 домогосподарствах у складі 803 родин. Густота населення становила 1136 осіб/км².  Було 1352 помешкання (463/км²).
Расовий склад населення:
| - 77,1 % — білих - 7,6 % — чорних або афроамериканців - 0,9 % — корінних американців - 0,5 % — азіатів - 10,5 % — осіб інших рас |

До двох чи більше рас належало 3,4 %. Частка іспаномовних становила 32,5 % від усіх жителів.
За віковим діапазоном населення розподілялося таким чином: 25,3 % — особи молодші 18 років, 65,0 % — особи у віці 18—64 років, 9,7 % — особи у віці 65 років та старші. Медіана віку мешканця становила 33,6 року. На 100 осіб жіночої статі у переписній місцевості припадало 108,0 чоловіків;  на 100 жінок у віці від 18 років та старших — 107,7 чоловіків також старших 18 років.
Середній дохід на одне домашнє господарство  становив 54 242 долари США (медіана — 57 788), а середній дохід на одну сім'ю — 64 274 долари (медіана — 61 494). За межею бідності перебувало 12,6 % осіб, у тому числі 22,3 % дітей у віці до 18 років та 0,0 % осіб у віці 65 років та старших.
Цивільне працевлаштоване населення становило 1494 особи. Основні галузі зайнятості: роздрібна торгівля — 18,8 %, освіта, охорона здоров'я та соціальна допомога — 17,7 %, виробництво — 15,3 %.